# Mapillary
MapillaryはスウェーデンのマルメにあるMapillary AB社が開発した位置情報を付加した写真共有サービスである。クラウドソーシング方式で街道に限らず世界中の場所を投稿できる。

## 特徴
歩行や乗車（バイクや車）、全景など異なる撮影方式が用意されており、2014年10月24日に360度撮影機能を実装した。
撮影数が2014年3月に50万枚、 2014年12月に550万枚、 2015年3月に1000万枚、 2015年11月に20万枚、 2016年2月6日に5000万枚に達した。

## ライセンス
クリエイティブ・コモンズ 表示-継承 4.0 (CC BY-SA 4.0)ライセンスを採用しており、 オープンストリートマップ やウィキメディア・コモンズに貢献している。GPXデータは無制限に利用でき、派生データはオープンデータベースライセンスで保護される。